# Área de protección de flora y fauna Pico de Tancítaro

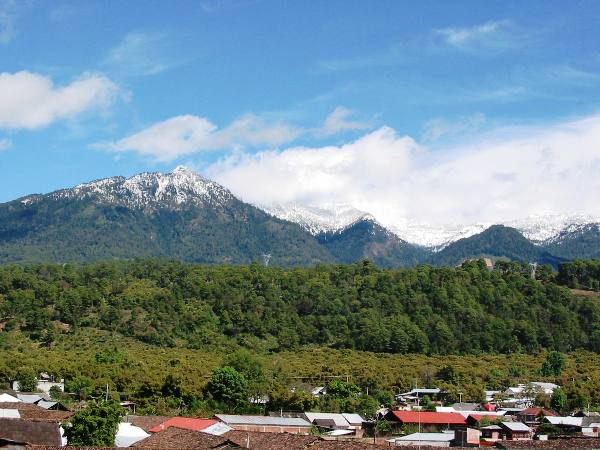
Vista del pico de Tancítaro

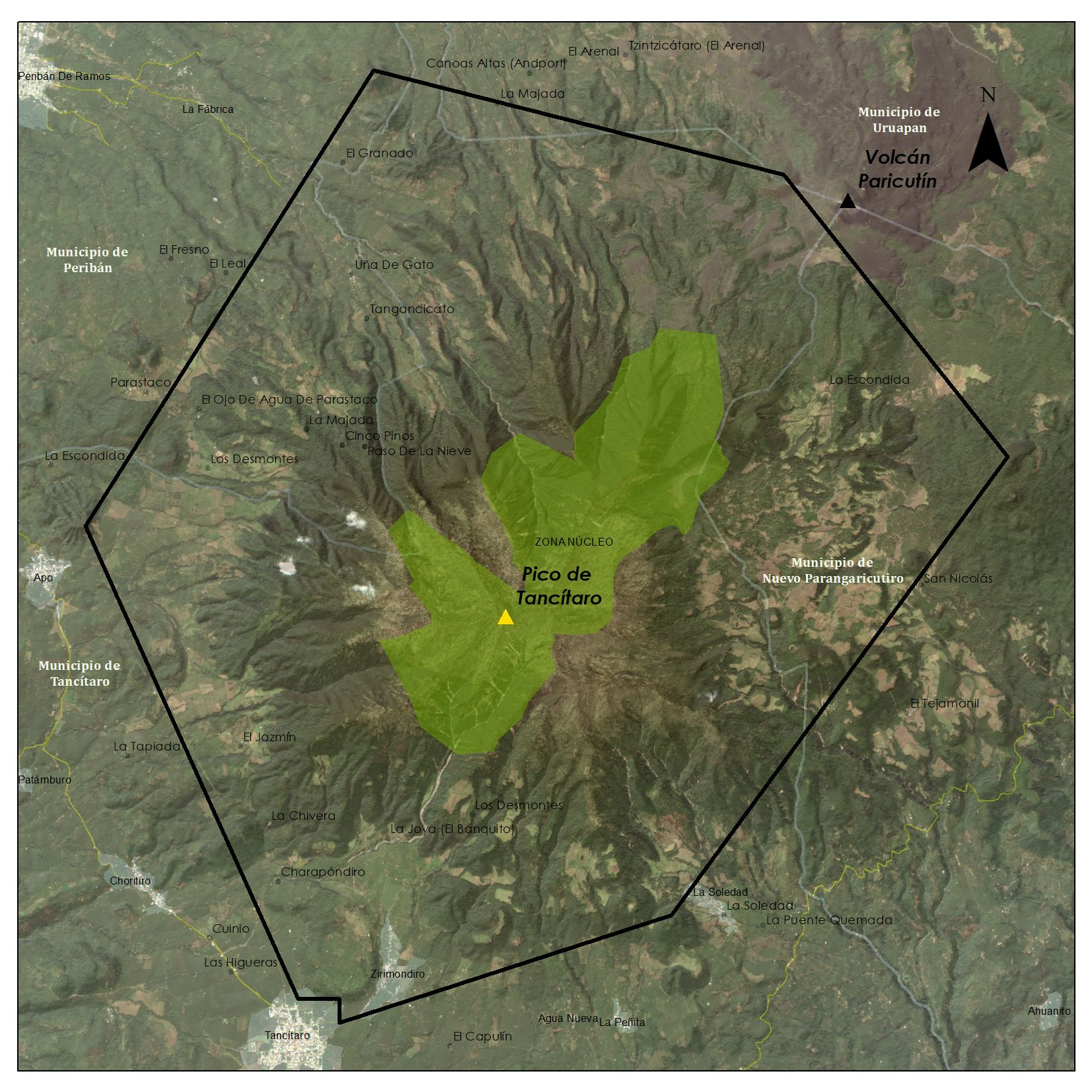
Mapa general del área de protección de flora y fauna (APFF) Pico de Tancítaro

El área de protección de flora y fauna Pico de Tancítaro es un área natural protegida mexicana de carácter federal creada mediante decreto presidencial publicado el 19 de agosto de 2009 en el Diario Oficial de la Federación. El decreto además abrogó el decreto presidencial del 27 de julio de 1940, mediante el cual el entonces presidente Lázaro Cárdenas creó el parque nacional del mismo nombre. 
El área de protección de flora y fauna Pico de Tancítaro incluye una superficie de 23,405.92 ha, el mismo ámbito de protección reconocido para el parque nacional y comprende parcialmente territorio de los municipios de Tancítaro, Uruapan, Nuevo Parangaricutiro y Peribán, del Estado de Michoacán.
A diferencia del decreto de 1940, el área de protección de flora y fauna reconoce una zona núcleo de 2,790.30 ha distribuida principalmente en el municipio de Tancítaro, Michoacán y una zona de amortiguamiento de 20,696.62 ha.

## Importancia del área de protección
Los 4 municipios mencionados anteriormente son parte de los 41 municipios michoacanos con producción maderable y representan el 13.6 % de la producción neta del estado. En consecuencia y si bien el parque nacional se encuentra en dichos municipios, se puede deducir la importancia económica de dicho parque para la población que habita esa región.
El volcán Paricutín y el parque Nacional Pico de Tancítaro se localizan a 29 km al oeste de Uruapan, Michoacán en donde muchos de los habitantes del Paricutín viven orgullosos de su tradición y su cultura de etnia purépecha, conservan la propiedad comunal sobre la tierra y viven ligados a la explotación de sus campos y bosques.

## Flora y fauna
De acuerdo al Sistema Nacional de Información sobre Biodiversidad de la Comisión Nacional para el Conocimiento y Uso de la Biodiversidad (CONABIO) en el Área de Protección de Flora y Fauna Pico de Tancítaro habitan más de 935 especies de plantas y animales de las cuales 41 se encuentra dentro de alguna categoría de riesgo de la Norma Oficial Mexicana NOM-059  y 22 son exóticas,
La flora más representativa incluye distintas variedades de pinos como el ortiguillo (Pinus pseudostrobus), el chino (Pinus leiophylla), el avellano (Pinus douglasiana), el canis (Pinus maximinoi), el ocote (Pinus devoniana), el de las alturas (Pinus hartwegii) y el real (Pinus montezumae), entre otros. Estas variedades conforman el bosque mixto pino encino con encinas como el jarrillo (Quercus laurina), pepitillo (Quercus crassifolia), roble prieto (Quercus obtusata) y cenizo (Quercus candicans), entre otros.

La flora se complementa con otras especies como abetos (Abies sp.), madroños (Arbutus xalapensis), carpes americanos (Carpinus caroliniana), cedros de San Juan (Cupressus lusitanica), dalias (Dahlia scapigera), tilos americanos (Tilia americana var. mexicana) entre otras.

La fauna incluye especies como el zorrillo narigón (Conepatus leuconotus), la rata cambalachera de Tancítaro (Nelsonia goldmani), la tuza de Michoacán (Zygogeomys trichopus), la ardilla (Sciurus aureogaster), el tlacuache (Didelphis virginiana), la liebre torda (Lepus callotis), el rmadillo nueve bandas (Dasypus novemcinctus), el gavilán de Cooper (Accipiter cooperii), ajolote (Ambystoma amblycephalum), la rana fisgona de Pátzcuaro (Eleutherodactylus angustidigitorum), la rana montezumae (Lithobates montezumae), la iguana negra (Ctenosaura pectinata), la ardilla voladora del sur (Glaucomys volans) y el murciélago hocicudo de Curazao (Leptonycteris curasoae), entre las más representativas.